# Chorisoneura strigifrons
Chorisoneura strigifrons är en kackerlacksart som beskrevs av Morgan Hebard 1926. Chorisoneura strigifrons ingår i släktet Chorisoneura och familjen småkackerlackor. Inga underarter finns listade i Catalogue of Life.